# Muraena robusta
Muraena robusta es una especie de pez de la familia de los morénidas en el orden de los Anguilliformes.

## Morfología
Los machos pueden llegar a alcanzar los 150 cm de longitud total.

## Distribución geográfica
Se encuentra en el Atlántico oriental (desde Mauritania hasta Namibia, incluyendo Cabo Verde) y el Atlántico occidental (Colombia ).